# Cantone di Noisy-le-Grand
Il Cantone di Noisy-le-Grand è una divisione amministrativa dell'arrondissement di Le Raincy.
A seguito della riforma complessiva dei cantoni del 2014 è rimasto invariato.

## Composizione
Comprende i comuni di:
- Gournay-sur-Marne
- Noisy-le-Grand